# Pantisarthrus dispar
Pantisarthrus dispar là một loài tò vò trong họ Ichneumonidae.